# Királyhegyes
Királyhegyes é um município da Hungria, situado no condado de Csongrád-Csanád. Tem 29,8 km² de área e sua população em 2019 foi estimada em 596 habitantes.